# 工程领域词汇表
本文旨在提供一份尽可能完整的工程学及相关领域的术语列表，按条目对应的英文词组排序。

## A
- 绝对压力——表示壓力作用效果的物理量
- 绝对零度——最低的溫度
- 吸光度
- 加速度——速度的大小和/或方向隨時間變化的速率
- 酸——化合物大類
- 酸碱反应
- 声学——物理学分科
- 主动运输
- 执行器
- 三磷酸腺苷
- 绝热过程——概念
- 空气动力学——主要研究物體在空氣中運動時所產生的各種力
- 航空航天工程
- 无焦系统
- 农业工程
- 反照率
- 烷烃——主要由碳、氫、碳－碳單鍵與碳氫單鍵構成的飽和烴
- 烯烃——含有碳-碳双键的不饱和碳氢化合物
- 炔烃——一類有機化合物
- 合金——由兩種以上元素，並且至少包含一種金屬元素所組成，具有金屬特性的物質
- 阿尔法粒子——氦-4的原子核；由兩個質子及兩個中子組成的放射性粒子
- 交流电——随时间周期性变化且在一个周期内的平均值为零的电流
- 备择假设——統計檢定的一類假說
- 安培表——电学仪器
- 氨基酸——生物學上重要的有機化合物
- 非晶态固体
- 安培——國際單位制中計算電流強度的單位
- 放大器——增加传入电信号电平的元件
- 振幅
- 厌氧消化
- 角加速度
- 角动量——描述物体转动状态的物理量
- 角速度
- 阴离子
- 退火——一種改變材料微結構的熱處理
- 湮灭——物质与其反物质之间发生的质能转化
- 阳极
- ANSI——美國的非營利組織，制定標準
- 反重力——创造一个没有重力的物体或空间的想法
- 应用数学——应用数学方法于自然科学、工程学、医学和工商等不同领域的学科
- 弧长
- 阿基米德——古希腊数学家、物理学家、工程师、发明家、天文学家
- 算术平均值
- 算术级数——数列的一种
- 芳香烃
- 阿伦尼乌斯方程
- 人工智能——計算機科學分支，開發具有類似人類智能的機器和軟件
- 汇编语言——低级编程语言
- 原子轨道——描述原子内电子运动的物理概念
- 原子堆积因子
- 奥氏体
- 自动化——使用各种控制系统的操作设备
- 自动驾驶

## B
- 气压计
- 碱基
- 梁 (结构)——通過抵抗彎曲而能夠承受載荷的結構元件
- 波特率
- 比尔-朗伯定律
- 弯曲
- 伯努利微分方程
- 伯努利定律——瑞士流體物理學家丹尼爾·伯努利於1738年出版他的理論
- β粒子——β衰变时从原子核放射出的高能电子
- 二项分布——機率分布
- 生物催化
- 生物医学工程
- 仿生学
- 生物物理学
- 滑轮组
- 锅炉
- 沸点——具体温度
- 沸点升高
- 玻尔兹曼常数——关于温度与能量关系的物理常数
- 玻色子——自旋为零或整数的亚原子粒子
- 波义耳——英裔愛爾蘭自然哲學家、化學家、物理學家和發明家
- 布拉维晶格
- 布雷顿循环
- 布鲁斯特
- 脆性
- 溴化物——化合物
- 布朗运动——气体或液体中，由于微小粒子在各个方向所受的力不能互相平衡而产生的无规则热运动
- 缓冲溶液
- 体积模量
- 浮力——向上浸入流体中物体重量的向上作用力

## C
- 微积分——數學領域
- 电容
- 电容器——将电能储存在电场中的被动电子元件
- 毛细作用
- 碳酸盐
- 卡诺循环——最简单的可逆性循环
- 笛卡尔坐标系
- 铸造
- 催化——催化剂作用下，化学反应速度增加的现象、过程
- 阴极——还原反应发生的位置
- 阴极射线——电子流
- 细胞膜——生物性的膜，能夠隔開細胞內部與外部環境
- 细胞核
- 细胞学说
- 重心——维基媒体消歧义页
- 质心——质量中心的简称
- 压力中心 (流体力学)
- 中心极限定理——統計學定理
- 中央处理单元——電腦的主要裝置之一
- 向心力
- 中心体
- 链式反应——反應產物或副產物引起其他反應發生的反應順序
- 化学键——分子中两个或多个原子间的相互吸引作用
- 化合物——兩個或兩個以上不同的化學元素組成的純化學物質
- 化学平衡——在宏观条件一定的可逆化学反应中，正向和逆向反应速率相等的状态
- 化学动力学
- 化学工程——化學及工程學分支領域
- 化学反应——導致化學物質相互轉化的過程
- 化学——研究物質的性質、組成、結構、變化，以及物質變化規律的科學
- 氯化物——含有氯离子的化合物
- 圆周运动
- 土木工程——學術和職業領域
- 克劳修斯不等式
- 克劳修斯定理
- 性能系数
- 变异系数
- 燃烧
- 补偿
- 编译器——將源代碼轉換為目標代碼的計算機程序
- 抗压强度
- 计算流体力学
- 计算机——維基百科消歧義頁
- 计算机辅助设计——一种设计途径
- 计算机辅助工程
- 计算机辅助制造——計算機輔助製造
- 计算机工程
- 计算机科学——研究信息和計算的理論基礎
- 凹透镜——能折射光的光學設備
- 凝聚态物理学
- 置信区间——統計學名詞
- 共轭酸
- 共轭碱
- 能量守恒——科學定律
- 质量守恒——科學定律
- 连续方程
- 连续介质力学
- 控制工程
- 控制系统——由控制主体、控制客体和控制媒体组成的具有自身目标和功能的管理系统
- 控制理论——数学或工程学分支领域
- 凸透镜——能折射光的光學設備
- 腐蚀
- 宇宙射线——来自外太空的带电高能亚原子粒子
- 库仑——计量单位
- 共价键——化學鍵
- 工艺——需要特殊技能和熟練工作知識的消遣
- 起重机——一种机械类型
- 结晶——结晶应用
- 晶体学
- 曲线运动
- 回旋加速器

## D
- 道尔顿——维基媒体消歧义页
- 阻尼振动
- 直流电机——机械器材
- 分贝
- 定积分——计算操作
- 形变
- 自由度 (工程学)
- 自由度 (物理学)
- 自由度 (统计学)——統計學名詞
- 密度——单位
- 导数——函数的瞬间变化率
- 露点
- 反磁性
- 量纲分析——用量綱分析或檢驗幾個物理量之間的關係
- 压力测量
- 扩散
- 色散 (光学)——物理现象
- 量纲分析——用量綱分析或檢驗幾個物理量之間的關係
- 距离——在可測量空間或可觀察物理空間中連接兩個點的直線的長度
- 多普勒效应——波源和观察者有相对运动时，观察者接受到波的频率与波源发出的频率並不相同的现象
- 阻力——物體在流體中相對運動所產生與運動方向相反的力
- 漂移电流
- 延展性——物质的一种机械性质
- 达因
- 动力学——经典力学分支

## E
- 经济学——學科
- 弹性 (物理学)——力学性能
- 弹性模量——測量彈性材料剛度的物理性質
- 电池——供电设备
- 电荷——物质的一种物理性质
- 电路——连结方式
- 电流——电荷的定向移动
- 发电机——將其他能量轉換為電能的裝置
- 电场
- 电动机——機電設備
- 电势
- 电势能——處於電場的電荷分佈所具有的勢能
- 电功率——電路傳輸電能的速率
- 电气工程——工程學分支領域
- 导体——容易导电的物体
- 电抗——由于元件的电感或电容，电路元件与电流或电压的变化相反
- 绝缘体——內部電荷不能自由流動，因此不傳導電流的材料
- 电路——连结方式
- 电——物理現象
- 电磁学——物理学科
- 电磁铁
- 电磁场——以场的形式存在的特殊物质形态，由携带电荷物体所产生
- 电磁辐射——被帶電粒子發射和吸收的能量形式，當它穿過太空時呈現出類似波浪的行為
- 机电一体化——机电一体化
- 电子——一種帶電荷的基本粒子
- 电子伏特
- 电子对
- 电子学——学科
- 元素分析
- 吸热过程
- 能量——物理概念
- 发动机——將其他形式能量轉化為機械能的裝置
- 工程学——應用科學
- 工程伦理——應用於工程技藝的道德原則系統
- 工程物理学
- 环境工程
- 工程物理
- 酶——由细胞产生的具有高度特异性催化能力的一类蛋白质
- 逃逸速度
- 放热过程

## F
- 安全系数——安全係數
- 法拉第常数
- 费马——法國數學家和律師
- 有限元法
- 核裂变——核反應或放射性衰變過程，其中原子核分裂成較小的部分
- 流速
- 流体——承受剪應力時會發生連續變形的物體
- 流体力学——力学分支，研究在各种力作用下流体介质运动和平衡的规律，特别是研究流体与固体、流体和流体之间的相互作用
- 流体静力学
- 飞轮
- 英尺磅
- 断裂韧性
- 自由落体
- 频率调制——以載波的瞬時頻率變化來表示信息的調變方式
- 凝固点——使物體從固態融化成液態的溫度
- 摩擦——兩個表面接觸的物體相對滑動時抵制它們的相對移動的力
- 基频——维基媒体消歧义页
- 基本相互作用
- 函数——数学二元关系，输入值集合中的每项元素皆能对应唯一一项输出值集合中的元素
- 微积分基本定理——定理

## G
- 原电池——不可充電電池
- 伽马射线——原子衰變裂解時放出的射線之一
- 气体——物态之一
- 压力测量#绝对压力、表压和差压 — 零参考
- 盖革计数器
- 广义相对论——物理理論
- 基因工程——技術
- 几何平均
- 几何——研究形狀、大小、圖形的相對位置等的數學分支
- 地球物理学——自然科学
- 岩土工程
- 胶子
- 万有引力常数
- 引力场——用以描述重力現象的模型
- 引力势
- 引力波——時空曲率中的漣漪以光速傳播為波浪，在某些從其源頭向外傳播的重力相互作用中產生
- 重力——物質間的吸引力
- 基态

## H
- 半衰期——科学和数学术语
- 硬度——维基媒体消歧义页
- 调和平均
- 热传递
- 亨利——維基媒體消歧義頁
- 赫兹——國際單位制中頻率的單位
- 马力——功率單位
- 热加工
- 惠更斯-菲涅尔原理——研究波傳播問題的一種分析方法
- 水利工程——水利工程是用于控制和调配自然界的地表水和地下水，达到除害兴利目的而修建的工程。
- 烃——有機化合物

## I
- 冰点——使物體從固態融化成液態的溫度
- 理想气体
- 理想气体常数——一个在物态方程中联系各个热力学函数的物理常数
- 理想气体定律
- 恒等式
- 不定积分
- 电感器——元件
- 工业工程——学科
- 惯性
- 次声波——頻率低於20赫茲的聲波
- 集成电路——將電路集中製造在半導體晶圓表面上的電子組件
- 积分——计算操作
- 积分变换
- 区间估计——利用收集的樣本資料(Sample data)，計算出可能包含真實參數(True parmater)的區間。
- 无机化学——研究除碳氢化合物及其衍生物以外的所有化学元素及其化合物的化学分支学科
- 离子键
- 电离
- 同位素

## J
- J/ψ介子
- 焦耳——國際單位制的能量、功、熱量單位
- 焦耳热

## K
- 卡尔曼滤波器
- 开尔文——國際單位制中量度温度的基本單位
- 运动学——力学的分支

## L
- 层流
- 拉普拉斯变换——應用數學中常用的積分變換
- LC电路
- 勒夏特列
- 伦茨——維基媒體消歧義頁
- 轻子
- 杠杆——由以固定中心或支點為樞軸的樑或剛性桿組成的簡單機器
- 光学雷达——光學雷達 Lidar
- 光——肉眼可见的电磁波
- 线性代数
- 液体——物质的基本状态之一
- 对数——冪運算的逆運算

## M
- 马赫数——速率單位，1馬赫等於1倍音速
- 机器
- 机器码
- 机器学习——對電腦系統用於在沒有明確指令的情況下執行任務的演算法與統計模型的科學研究
- 麦克劳林级数——函數在某點附近展開所得的無窮項冪和
- 磁场
- 磁性——一類物理現象
- 制造工程——使用勞動力和機器生產待售商品的工業活動
- 质量平衡——维基媒体消歧义页
- 质量密度——单位
- 质量数
- 质谱分析——以测量离子电荷与质量的比值对物质进行定性、定量和结构分析的方法
- 材料科学——学科
- 数学优化——在一定约束条件下最大化或最小化某一目标函数的研究领域
- 数学物理
- 数学——利用符號語言研究數量、結構、變化以及空間等概念的學科
- 矩阵——由若干行和列元素排列成的矩形陣列
- 物质
- 麦克斯韦——蘇格蘭物理學家（1831－1879）
- 平均
- 机械优势
- 机械工程——学科
- 机械滤波器
- 机械波——需要透過介質來傳播的一種波
- 力学——學科
- 中位数——數值集合中，不大於一半元素，也不小於另一半元素的數
- 熔化
- 熔点——使物體從固態融化成液態的溫度
- 介子——由一个夸克和一个反夸克组成的强子
- 米勒指数
- 弹性模量——測量彈性材料剛度的物理性質
- 模具——多种成型工具的总称，如冲模（die）、塑模（mold）等
- 摩尔浓度
- 摩尔质量
- 分子——自然科学概念
- 分子物理学
- 惯性矩——维基媒体消歧义页
- 多学科设计优化
- 互感
- μ子——基本粒子的一種，屬於輕子。

## N
- 纳米技术
- 纳维-斯托克斯方程
- 中微子——电中性，自旋为1/2的费米子
- 牛顿流体
- 喷嘴
- 核结合能——將原子核分裂成其組成部分所需的能量
- 核工程
- 核聚变——原子核的聚變反應
- 核物理
- 核能——维基媒体消歧义页

## O
- 欧姆——電阻的計量單位
- 欧姆——電阻的計量單位
- 光学——物理学分支领域
- 有机化学——研究有机化合物及有机物质的结构、性质、反应的学科，是化学中极重要的一个分支领域
- 渗透

## P
- 并联电路
- 顺磁性
- 奇偶性 (数学)——希臘數學家畢達哥拉斯所發明的
- 粒子加速器——將帶電粒子加速至高速度的裝置
- 粒子物理学——物理學分支
- 帕斯卡——國際單位制導出的壓力和壓力單位
- 模式
- 摆——重量懸掛在樞軸上
- 石油工程
- pH——测定水溶液的酸度或碱度
- 相 (物质)——物质材料中具有相同成分、结构和性质并以界面互相分开的各个均匀的组成部分
- 相图
- 相律——公式
- 光刻——半導體製程步驟之一
- 光子——傳遞電磁相互作用的基本粒子
- 物理化学
- 物理定律
- 物理量——物理實體、現象、事件、過程、轉換、關係、系統或物質的一個方面的定量表徵
- 物理——注重研究物質、能量、空間及時間的自然科學
- 普朗克常数——量子力学中用以定义“量子”大小的常量，为物理学普适常数之一
- 等离子体——物質狀態之一
- 塑性变形
- 气动学
- 点估计——統計學名詞
- 多相系统
- 位置向量
- 功率——能量傳輸、使用或轉化的速率
  - 电功率——電路傳輸電能的速率
- 功率因数——交流電力系統的物理量
- 压力——表示壓力作用效果的物理量
- 概率——數學基本概念
- 概率分布——統計學概念
- 概率论——數學理論
- 过程工程
- 滑轮
- 泵

## Q
- 量子电动力学——学科
- 量子场论——根据量子力学、相对论原理及经典场论基础建立的场的理论，为微观现象的物理学基本理论
- 量子力学——研究微观世界基本运动规律的物理学科，为当代物理最重要的基础理论之一

## R
- 调节
- 相对密度
- 相对速度
- 电阻率
- 电阻器
- 雷诺数
- 流变学
- 刚体
- 风险管理——识别、评估、确定风险的优先次序，以期排除或规避
- 机器人
- 机器人学——機器人的設計、建造、操作和應用
- 均方根
- 均方根速度——气体粒子速度的一个量度

## S
- 安全数据表
- 标量 (数学)
- 标量 (物理学)
- 标量乘法
- 串联电路
- 伺服机构
- 暗物质
- 剪切强度
- 剪切应力
- 短波辐射
- 国际单位制
- 信号处理
- 简单机械
- 虹吸管
- 固体力学
- 固态物理学
- 固溶强化
- 溶解度
- 声音
- 狭义相对论
- 比热容
- 比重
- 比体积
- 比重量
- 标准电极电位
- 物质状态
- 静力学
- 统计学
- 斯图尔特平台
- 刚度
- 化学计量学
- 材料强度
- 应力
- 应力-应变曲线
- 结构分析
- 升华
- 表面张力
- 超导性
- 超硬材料
- 过饱和
- 系统工程

## T
- 温度
- 拉力
- 拉伸强度
- 拉伸试验
- 热传导
- 热平衡
- 热辐射
- 热力学
- 相对论
- 戴维南
- 扭矩
- 韌性 (科學)
- 轨迹
- 传感器
- 变压器
- 三角函数
- 三角学
- 三均值
- 截断平均值
- 桁架 (工程)
- 涡轮
- 湍流

## U
- 不确定性原理
- Unicode
- 单位向量

## V
- 液泡
- 真空
- 化合价
- 价带
- 价键理论
- 价电子
- 价层
- 阀
- 范德华方程
- 范德华力
- 可变电阻器
- 向量空间
- 文丘里效应
- 振动
- 粘弹性
- 粘度
- 伏安
- 电压
- 体积流量

## W
- 瓦特
- 波
- 波长
- 楔
- 湿球温度
- 轮轴

## X
- X轴

## Y
- 屈服
- 杨氏模量

## Z
- 热力学第零定律